# Tanah Sirah Piai Nan Xx
Tanah Sirah Piai Nan Xx is een bestuurslaag in het regentschap Padang van de provincie West-Sumatra, Indonesië. Tanah Sirah Piai Nan Xx telt 5625 inwoners (volkstelling 2010).